# Cittadinanza onoraria
La cittadinanza onoraria è un riconoscimento concesso da un comune o da uno Stato o da una provincia a un individuo ritenuto legato alla città per il suo impegno o per le sue opere. La persona dev'essersi distinta particolarmente nel campo delle scienze, delle lettere, delle arti, dell'industria, del lavoro, della scuola, dello sport, con iniziative di carattere sociale, assistenziale e filantropico o in opere, imprese, realizzazioni, prestazioni in favore degli abitanti del comune, rendendone più alto il prestigio attraverso la loro personale virtù, o in azioni di alto valore a vantaggio della nazione o dell'umanità intera.

## In Europa

### In Italia

#### Conferita dallo Stato
Nell'ordinamento giuridico italiano, la concessione della cittadinanza italiana onoraria non è prevista; è invece prevista la concessione della cittadinanza italiana per meriti speciali agli stranieri che abbiano reso eminenti servizi all'Italia, oppure quando ricorra un eccezionale interesse dello Stato.
L'avvio di tale procedura necessita di una proposta avanzata da enti, personalità pubbliche o associazioni che dimostri la sussistenza dei requisiti previsti in capo al destinatario. Sono inoltre necessari i pareri degli Organismi di sicurezza e della Prefettura del luogo di residenza, nel caso di residenti in Italia, e la dichiarazione di assenso all'acquisto della cittadinanza da parte dell'interessato. Il decreto presidenziale di concessione della cittadinanza italiana non ha efficacia se l'interessato, ove residente all'estero, non presti, davanti all'ufficio consolare competente, il giuramento di essere fedele alla Repubblica e di osservare la Costituzione e le leggi dello Stato. Il conseguimento della cittadinanza decorre dal giorno successivo a quello del giuramento.
Nella successiva tabella sono riportati alcuni destinatari della cittadinanza italiana per meriti speciali.
| Nome                   | Proposta nel Consiglio dei ministri in data | Su proposta di                          | Note |
| ---------------------- | ------------------------------------------- | --------------------------------------- | --- |
| Zakia Seddiki          | 19 marzo 2021                               | ministro dell'interno Luciana Lamorgese | vedova dell'Ambasciatore nella RDC, Luca Attanasio, impegnata in Italia per i diritti dei più deboli, nel 2017 ha fondato un'associazione di volontariato con l'obiettivo di migliorare la vita di donne e bambini in difficoltà in Congo |
| Gabriele Maria Finaldi | 30 ottobre 2020                             | ministro dell'interno Luciana Lamorgese | direttore della National Gallery di Londra, che ha contribuito alla diffusione della cultura italiana nel Regno Unito e nel mondo, realizzando mostre e pubblicazioni sulla pittura italiana                                              |
| Abraham Conyedo        | 12 dicembre 2019                            | ministro dell'interno Luciana Lamorgese | atleta di nazionalità cubana che gareggia con i colori italiani nella disciplina della lotta stile libero, realizzando numerosi risultati di prestigio                                                                                    |
| Nicolae Craciun        | 11 giugno 2019                              | ministro dell'interno Matteo Salvini    | canoista di origini moldave che gareggia coi colori italiani |
| Stefanie Horn          | 11 giugno 2015                              | ministro dell'interno Angelino Alfano   | campionessa di canoa che ha rappresentato l'Italia in molte competizioni con ottimi risultati |

#### Conferita da un Comune italiano
Contrariamente alle normative sulla toponomastica, non esiste alcuna legge in merito per il conferimento della cittadinanza onoraria di un Comune che può essere disciplinata in ogni singolo ente da un regolamento. L'elemento discriminante sono le soglie di maggioranza necessaria per stabilire il conferimento e/o la deroga della stessa. Ad esempio Verona e Ladispoli deliberano con una maggioranza semplice (metà più uno) dei consiglieri. Attribuzioni quindi molto mutevoli nel tempo con i risultati elettorali. Altri comuni applicano maggioranze qualificate come, per esempio, Cavagnolo, con il voto dei due terzi dei consiglieri o ancora più elevate e qualificate come Avellino, che richiede il voto dei tre quarti degli aventi diritto. 
C'è la tradizione di concedere la cittadinanza onoraria sulla base delle motivazioni politiche dell'epoca della maggioranza pro tempore del Comune con una semplice delibera. Un esempio storico è la diffusione, in quasi tutti i Comuni italiani, della cittadinanza onoraria all'allora capo del governo Benito Mussolini, prassi generalizzata nei primi anni della era fascista, e risultano pochi i Comuni che l'hanno revocata.
I riferimenti normativi sono vaghi, ribadendo l'autonomia degli enti locali, tra cui:
- articolo 114 della Costituzione della Repubblica Italiana;[15]
- il Testo Unico degli Enti Locali – D. Lgs. n. 267/2000;
- lo Statuto del Comune.

Se non inserite esplicitamente, le motivazioni della benemerenza possono essere il luogo di nascita o i riconoscimenti sociali e culturali.
Il testo della determinazione da stampare e consegnare al cittadino onorario viene solitamente incluso nella delibera con il mandato al Sindaco per la notifica al cittadino onorario nelle forme ufficiali. La cittadinanza onoraria può essere conferita anche a cittadini non residenti in Italia e post mortem. Alcuni esempi noti di cittadinanza onoraria concessa post mortem: Salvatore Quasimodo a Roccalumera, Lucio Dalla a Lipari, Donato Moro a Otranto, Grazia Deledda a Galtellì, Mauro Rostagno a Trapani e Giacomo Matteotti a Riano.
La cittadinanza onoraria può essere concessa anche a enti delle Forze Armate, ad esempio in occasione di particolari circostanze connesse con emergenze sia di sicurezza sia di calamità naturali.

### In Germania
In Germania la cittadinanza onoraria viene conferita da città, Paesi e talvolta Stati federali. La cittadinanza onoraria termina con la morte dell'onorato o, in casi eccezionali, quando viene tolta dal Consiglio o dal Parlamento della città, del Paese o dello Stato. Nel caso dei criminali di guerra, tutti questi onori furono tolti dall'"Articolo VIII, sezione II, lettera i della direttiva 38 del Consiglio di controllo alleato per la Germania" il 12 ottobre 1946.

### In Irlanda
In Irlanda, la cittadinanza onoraria conferita a uno straniero è la piena cittadinanza legale, compreso il diritto di risiedere e votare.

## Nel mondo
Stati stranieri e singole città all'estero, possono conferire la propria cittadinanza onoraria, anche a stranieri, secondo criteri e modalità molto variabili, ma sempre in connessione con gli alti meriti dell'insignito. Anche in questo caso, per essere ritenuta valida, la cittadinanza onoraria dev'essere conferita da un'ufficiale autorità comunale o statale.

### Cittadini onorari degli Stati Uniti
| N°    | Nome                                                                 | Nome | Data di assegnazione                | Note |
| ----- | -------------------------------------------------------------------- | ---- | ----------------------------------- | --- |
| 1     | Sir Winston Churchill                                                |      | 1963                                | Primo ministro del Regno Unito, durante la seconda guerra mondiale. |
| 2     | Raoul Wallenberg                                                     |      | 1981 (premiato postumo)             | Diplomatico svedese che ha salvato gli ebrei dall'Olocausto. |
| 3 e 4 | William Penn                                                         |      | 28 novembre 1984 (premiato postumo) | Fondatore della Provincia di Pennsylvania |
| 3 e 4 | Hannah Callowhill Penn                                               |      | 28 novembre 1984 (premiato postumo) | Amministratore della Provincia di Pennsylvania, seconda moglie di William Penn |
| 5     | Madre Teresa                                                         |      | 1996                                | Suora cattolica di etnia albanese e cittadinanza indiana, fondò i missionari della carità a Calcutta |
| 6     | Gilbert du Motier, Marquis de Lafayette                              |      | 2002 (premiato postumo)             | Generale, militare e politico francese con cittadinanza statunitense, protagonista sia della Rivoluzione americana prima sia della Rivoluzione francese poi. |
| 7     | Casimir Pulaski                                                      |      | 2009 (premiato postumo)             | Generale polacco protagonista della Rivoluzione americana; politico e nobile della Confederazione polacco-lituana, brigadiere generale americano chiamato "Il padre della cavalleria americana" e morto durante l'assedio di Savannah (Georgia). Ricordato come eroe nazionale sia in Polonia sia negli Stati Uniti d'America. |
| 8     | Bernardo de Gálvez y Madrid, visconte di Galveston e conte di Gálvez |      | 2014 (premiato postumo)             | Generale spagnolo, comandante dell'esercito in Nuova Spagna e governatore della Louisiana e di Cuba. Gálvez aiutò le Tredici colonie nella loro lotta per l'indipendenza, e guidò l'esercito spagnolo contro il Regno di Gran Bretagna nella guerra anglo-spagnola, sconfiggendo i britannici a Pensacola e riconquistando la Florida in nome della Spagna. Passò gli ultimi due anni di vita ricoprendo il ruolo di viceré della Nuova Spagna, succedendo al padre Matías de Gálvez y Gallardo. Galveston (Texas) e molti altri luoghi hanno preso da lui il nome. Il re di Spagna Carlos III gli concesse il diritto al motto YO SOLO (io SOLO) per il suo stemma. |

### Cittadini onorari canadesi
| N° | Nome              | Nome | Data di assegnazione                 | Note |
| -- | ----------------- | ---- | ------------------------------------ | --- |
| 1  | Raoul Wallenberg  |      | 1985 (postumo)                       | Diplomatico e umanitario svedese.                                                                                 |
| 2  | Nelson Mandela    |      | 2001                                 | Attivista anti-apartheid, ex presidente del Sudafrica, e destinatario del premio Nobel per la pace del 1993.      |
| 3  | Tenzin Gyatso     |      | 2006                                 | 14º Dalai Lama e destinatario del Premio Nobel per la Pace del 1989.                                              |
| 4  | Aung San Suu Kyi  |      | 2007                                 | Leader dell'opposizione birmana e destinataria del premio Nobel per la pace del 1991.                             |
| 5  | Karim Aga Khan IV |      | 2010                                 | 49º Imam dei musulmani Shia Ismaili.                                                                              |
| 6  | Malala Yousafzai  |      | Premiata nel 2014, ricevuto nel 2017 | Attivista pakistana per i diritti della donna e l'istruzione, destinataria del Premio Nobel per la pace del 2014. |